# Roldán Rodríguez
Roldán Rodríguez (* 9. listopadu 1984, Valladolid) je španělský pilot, který v sezoně 2008 testoval pro tým Formule 1 Force India a v letech 2007–2009 jezdil v sérii GP2.

## GP2 Series

### 2007
Jezdil za tým Minardi Piquet Sports a celkově skončil se 14 body na 17. místě.

### 2008
Jezdil za tým FMS International a celkově skončil 14 body na 13. místě.

### 2009
Vrátil se k týmu Piquet Sports, získal 25 bodů a celkově skončil na 11. místě.

## Kompletní výsledky

### GP2 Series
| Rok  | Tým                    | 1           | 2           | 3          | 4           | 5           | 6          | 7           | 8          | 9          | 10          | 11          | 12         | 13         | 14          | 15          | 16          | 17         | 18          | 19         | 20          | 21         | Body | Umístění  |
| ---- | ---------------------- | ----------- | ----------- | ---------- | ----------- | ----------- | ---------- | ----------- | ---------- | ---------- | ----------- | ----------- | ---------- | ---------- | ----------- | ----------- | ----------- | ---------- | ----------- | ---------- | ----------- | ---------- | ---- | --------- |
| 2007 | Minardi Piquet Sports  | BHR FEA Ret | BHR SPR 12  | CAT FEA 4  | CAT SPR Ret | MON FEA Ret | MAG FEA 16 | MAG SPR 9   | SIL FEA 8  | SIL SPR 11 | NÜR FEA 10  | NÜR SPR 9   | HUN FEA 6  | HUN SPR 3  | IST FEA 11  | IST SPR 8   | MNZ FEA Ret | MNZ SPR 8  | SPA FEA 15  | SPA SPR 10 | VAL FEA Ret | VAL SPR 17 | 14   | 17. místo |
| 2008 | Fisichella Motor Sport | CAT FEA Ret | CAT SPR Ret | IST FEA 12 | IST SPR 13  | MON FEA 6   | MON SPR 4  | MAG FEA Ret | MAG SPR 16 | SIL FEA 11 | SIL SPR Ret | HOC FEA 18  | HOC SPR 16 | HUN FEA 19 | HUN SPR Ret | VAL FEA Ret | VAL SPR 10  | SPA FEA 21 | SPA SPR Ret | MNZ FEA 6  | MNZ SPR 2   |            | 14   | 13. místo |
| 2009 | Piquet GP              | CAT FEA Ret | CAT SPR Ret | MON FEA 11 | MON SPR Ret | IST FEA Ret | IST SPR 17 | SIL FEA 12  | SIL SPR 9  | NÜR FEA 2  | NÜR SPR Ret | HUN FEA Ret | HUN SPR 13 | VAL FEA 5  | VAL SPR Ret | SPA FEA 5   | SPA SPR 2   | MNZ FEA 13 | MNZ SPR 7   | ALG FEA 5  | ALG SPR Ret |            | 25   | 11. místo |

### GP2 Asia Series
| Rok     | Tým               | 1           | 2           | 3         | 4         | 5          | 6           | 7           | 8          | 9           | 10           | 11         | 12           | Body | Umístění  |
| ------- | ----------------- | ----------- | ----------- | --------- | --------- | ---------- | ----------- | ----------- | ---------- | ----------- | ------------ | ---------- | ------------ | ---- | --------- |
| 2008    | FMS International | DUB1 FEA    | DUB1 SPR    | SEN FEA   | SEN SPR   | SEP FEA    | SEP SPR     | BHR FEA     | BHR SPR    | DUB2 FEA 15 | DUB2 SPR Ret |            |              | 0    | 29. místo |
| 2008–09 | Piquet GP         | SHI FEA 1   | SHI SPR 6   | DUB FEA 3 | DUB SPR C | BHR1 FEA 6 | BHR1 SPR 23 | LSL FEA Ret | LSL SPR 17 | SEP FEA 4   | SEP SPR 12   | BHR2 FEA 2 | BHR2 SPR Ret | 35   | 3. místo  |
| 2009–10 | Scuderia Coloni   | YMC1 FEA 10 | YMC1 SPR 14 | YMC2 FEA  | YMC2 SPR  | BHR1 FEA   | BHR1 SPR    | BHR2 FEA    | BHR2 SPR   |             |              |            |              | 0    | 23. místo |